# De Nederlandse Vrouw 1898-1948
De Nederlandse Vrouw 1898-1948 was een tentoonstelling die van 18 augustus tot 30 september 1948 werd gehouden in de Houtrusthallen in Den Haag.

## Geschiedenis
Ter gelegenheid van de inhuldiging van koningin Wilhelmina werd in 1898 in Den Haag de Nationale Tentoonstelling van Vrouwenarbeid georganiseerd. Met het gouden jubileum van de koningin in zicht werd in februari 1947 het initiatief genomen om een tentoonstelling te organiseren als hulde aan de koningin, die een beeld zou geven van het leven en werken van de Nederlandse vrouw in de voorbije halve eeuw.
Het is niet zo dat er in die vijftig jaar geen grote activiteiten voor vrouwen werden georganiseerd. In deze periode valt ook de eerste feministische golf, die in Nederland mede leidde tot initiatieven als een internationaal congres van de Wereldbond voor Vrouwenkiesrecht (Amsterdam, 1908), de tentoonstelling De Vrouw 1813-1913 (Amsterdam, 1913) en het door Aletta Jacobs opgezette Internationaal Congres van Vrouwen (Den Haag, 1915). In tegenstelling tot de eerdere tentoonstellingen lag bij De Nederlandse Vrouw 1898-1948 de nadruk niet op de strijd voor vrouwenrechten, maar meer op het streven naar harmonie tussen man en vrouw en in de maatschappij.
Het bestuur voor de tentoonstelling werd samengesteld in overleg met de overkoepelende vrouwenorganisaties. Voorzitter werd Elisabeth van den Bosch-de Jongh, prinses Juliana was erevoorzitter.

## Tentoonstelling
De tentoonstelling, die was ingericht door de kunstenaar Han Pieck, werd op 18 augustus 1948 geopend door prinses Juliana. In haar openingsrede zei zij: "In de toekomst moge het niet meer nodig zijn de rol der vrouw apart te belichten, omdat dan eindelijk het geslacht bij de prestatie onbelangrijk wordt geacht. Maar in de op deze tentoonstelling uitgebeelde periode en zelfs nu blijkt dat nog niet het geval te zijn. Bovenal won de vrouw door zelf de verantwoordelijkheid voor de dingen te durven gaan dragen en zodoende niet meer de man te blijven beschouwen als een instrument dat men listig hanteren moet, alvorens zijn zin te kunnen krijgen. De vijftig jaren die achter ons liggen zijn met zeer veel talent uitgebeeld. Met de wens dat ze veel moge bijdragen tot wederzijds begrip tussen de beide geslachten en ook tussen de verschillende generaties en tot het uiteindelijk vinden door vele vrouwen van hun eigen stijl, verklaar ik de tentoonstelling De Nederlandse Vrouw 1898 - 1948 voor geopend."
De tentoonstelling behandelde tien hoofdonderwerpen, waaronder:
- de vrouw in het gezin;
- de vrouw en de mode;
- de vrouw in staat en politiek;
- de vrouw in de oorlog;
- de vrouw en de vrede.

Het tentoonstellingsaffiche toont een vrouwenfiguur op een sokkel, waarvan het lichaam wordt gevormd door de Nederlandse vlag en haar armen door een wimpel. Volgens Annie Romein-Verschoor werd door de organisatie de hokjesgeest in stand gehouden, zij stelde dat de vrouwenbeweging reddeloos verdeeld was. Dat bleek volgens haar wel uit het embleem van de tentoonstelling, waarover zij onder andere schreef: "als ik goed kijk, hangt die vlag over een stokje en is zo leeg als een uitgeblazen eierschaal. Want de Nederlandse vrouw bestaat niet." Ondanks haar kritiek, droeg ze wel bij aan het boek Vrouwen van Nederland 1898-1948 dat naar aanleiding van de tentoonstelling verscheen. In het boek Van moeder op dochter was men positiever over de tentoonstelling "waar de Nederlandse vrouw in vrolijk rood, wit en blauw, volgens het vignet, op zulk een beminnelijke wijze op haar voetstuk werd gezet".
In 1949 werd het batig saldo van de tentoonstelling van tweehonderdduizend gulden aangeboden aan koningin Wilhelmina. Zij schonk het aan de nieuwe stichting Tentoonstellingsfonds 1948, die hiermee activiteiten van de vrouwenorganisaties kon ondersteunen. Het fonds wordt sinds de jaren 70 beheerd door de Nederlandse Vrouwen Raad.
Nationale feestrok

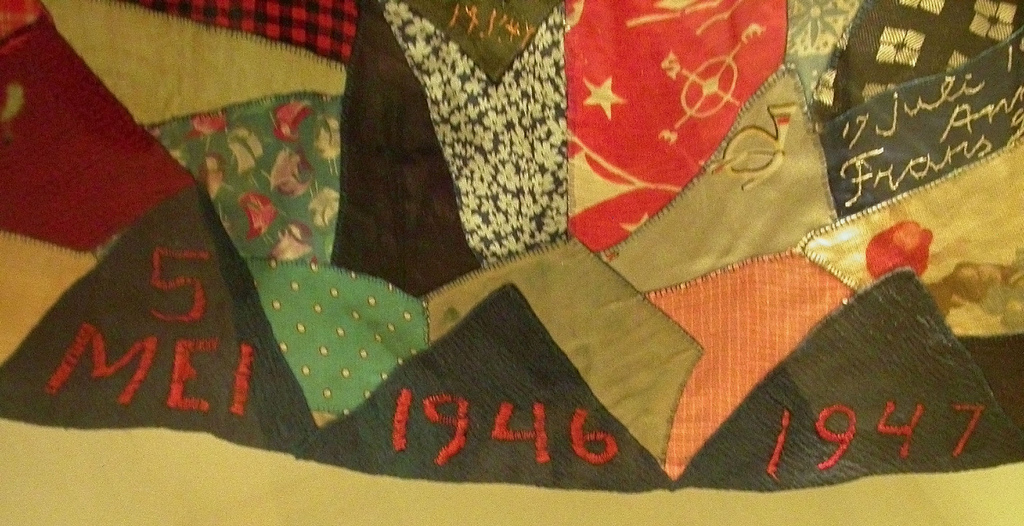
Gedeelte van Nationale Feestrok met borduursel "5 mei 1946-1947"

Mies Boissevain-van Lennep was in 1946 initiatiefneemster van de nationale feestrok, een lapjesrok die het saamhorigheidsgevoel symboliseerde en gedragen werd op hoogtijdagen. Op 2 september 1948 vond in aanwezigheid van prinses Juliana op het Binnenhof een feestelijke manifestatie plaats, georganiseerd door het bestuur van de tentoonstelling De Nederlandse Vrouw 1898-1948 en het comité De Nationale Feestrok. Vrouwen gekleed in de diverse regionale klederdrachten of feestrok hielden een defilé voor de prinses.

## Publicaties
Tijdens de tentoonstelling verscheen dagelijks het blad De Vrouw. Er werden ook twee boeken gepubliceerd: Van moeder op dochter : het aandeel van de vrouw in een veranderende wereld, onder redactie van Willemijn Posthumus-van der Goot en Anna de Waal, en Vrouwen van Nederland 1898-1948 : de vrouw tijdens de Regering van Koningin Wihelmina van Magdalena Geertruida Schenk.